# Procession du Vendredi saint à Ulm

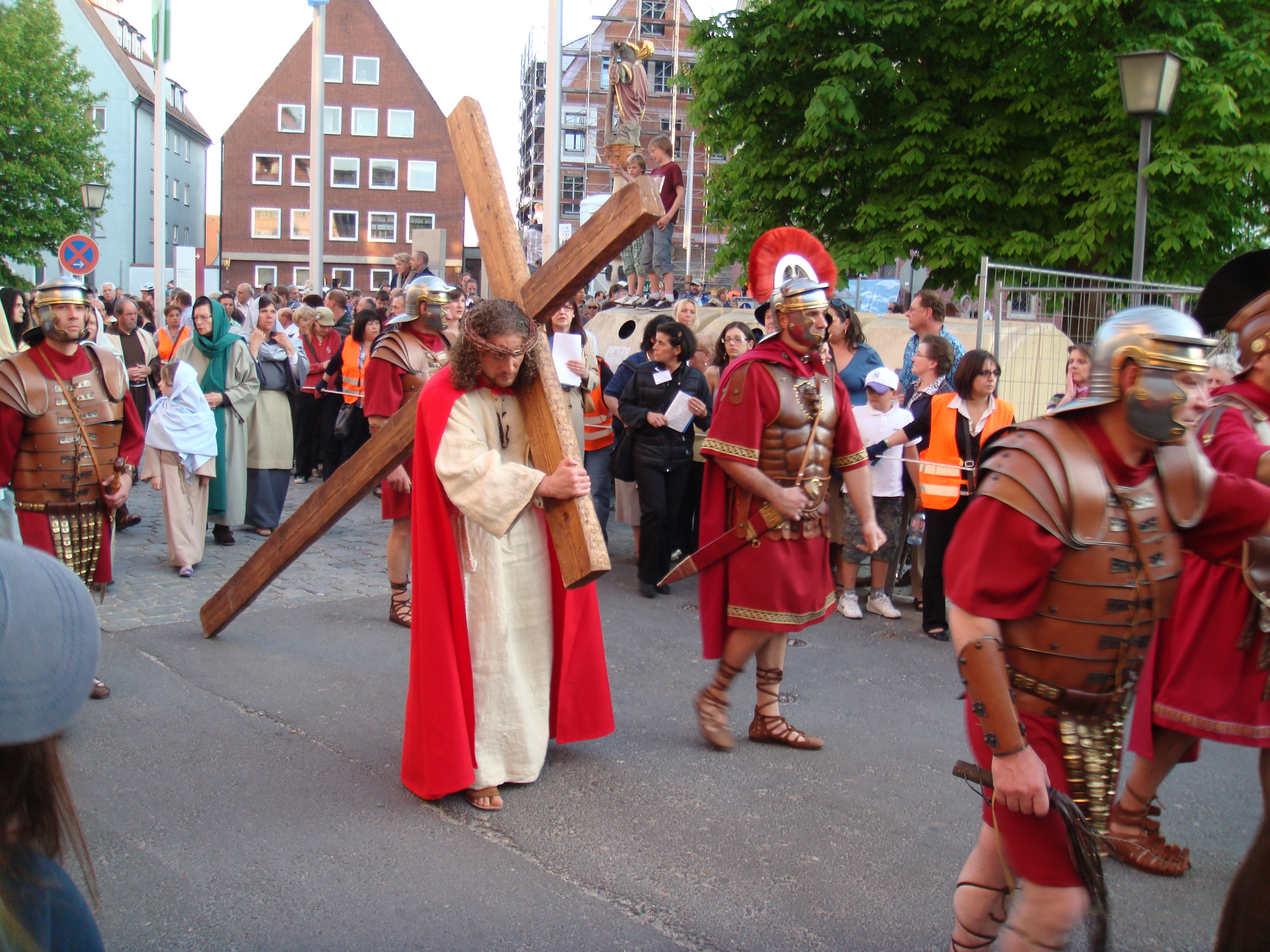
Portement de croix (2011)

La procession du Vendredi saint (Lebendiger Kreuzweg) est une procession religieuse avec un chemin de croix qui se tient chaque Vendredi saint à Ulm et à Neu-Ulm en Allemagne.

## Déroulement
Cette procession se tient depuis le début du siècle de chaque côté du Danube à l'initiative de catholiques italiens émigrés dans la région depuis les années 1960. La mission catholique italienne organise ce spectacle religieux vivant chaque année en lien avec les paroisses locales à l'instar de la procession du Vendredi Saint à Stuttgart. Au début, quatre-vingts personnes (dont trois Allemands) figurent les différents personnages de la Passion du Christ en costumes d'époque avec environ cinq cents spectateurs. Des haut-parleurs diffusent les prières et les chants aux quatorze stations du chemin de croix, pour que les fidèles puissent suivre cette cérémonie religieuse.
Aujourd'hui plus de dix mille fidèles de la ville et des environs suivent ce chemin de croix. Une partie des prières et du spectacle est diffusée en italien. La procession est suivie également par de nombreux protestants.
La procession débute par la représentation de la Dernière Cène et du Lavement des pieds sur la place de l'hôtel de ville de Neu-Ulm; puis elle continue par l'emprisonnement de Jésus sur la Petrussplatz de Neu-Ulm; la condamnation par le sanhédrin sur la place du marché d'Ulm; le Procès de Jésus au Weinhof et enfin se termine par la scène de la Crucifixion sur la Münsterplatz d'Ulm (place de la cathédrale d'Ulm).  

## illustrations

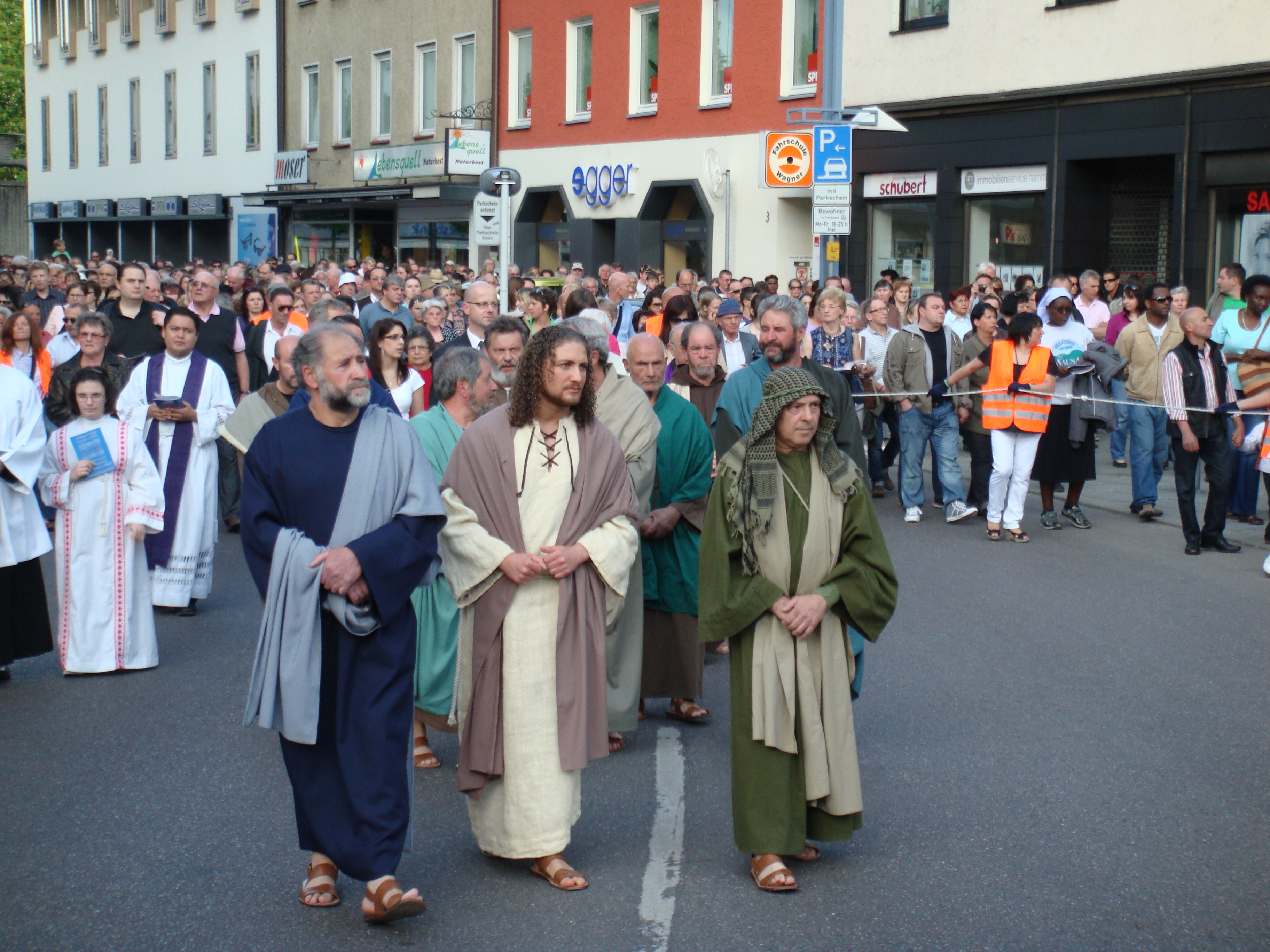
Jésus se dirige vers le jardin de Gethsémani avec les apôtres
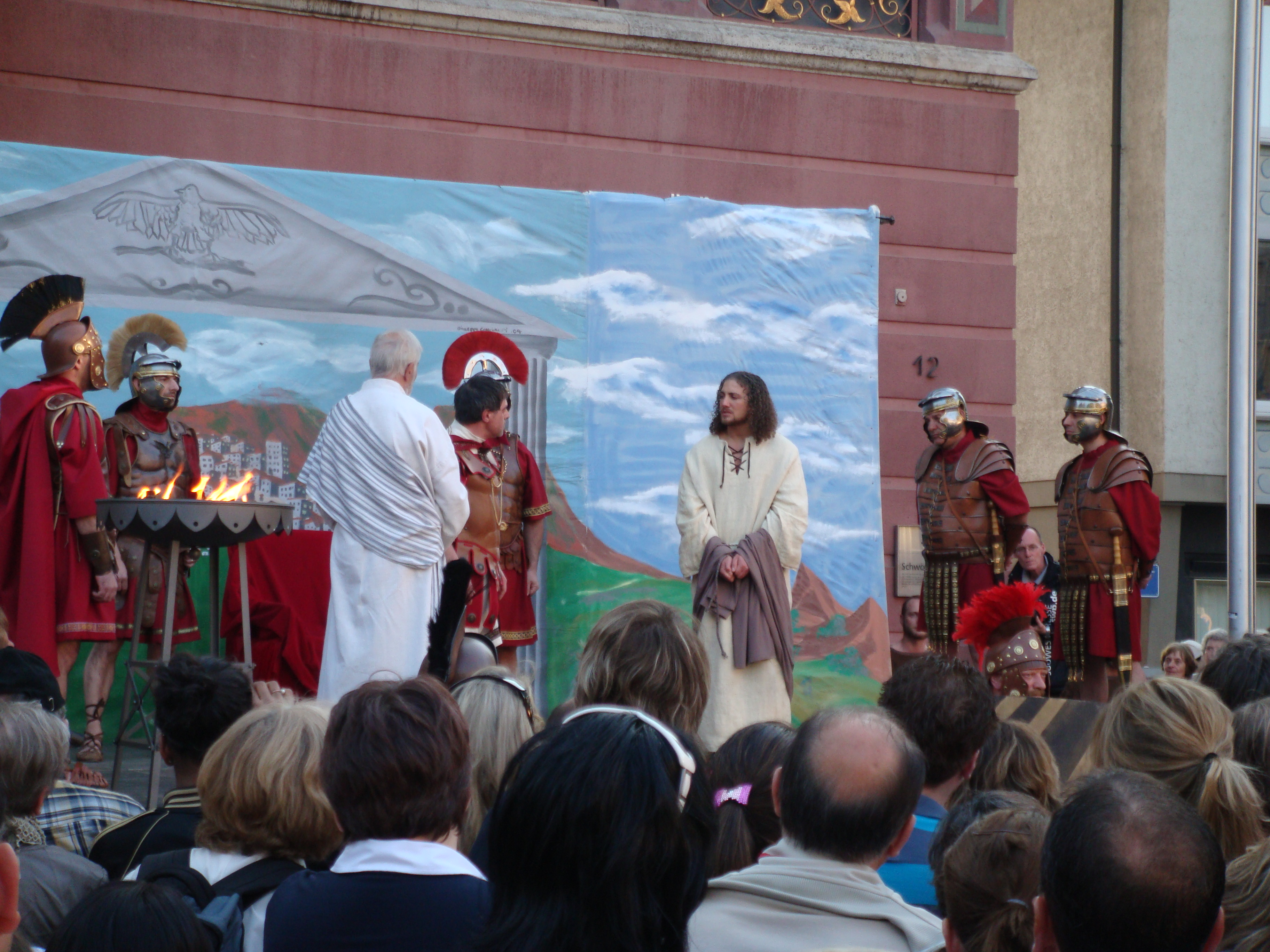
Le Procès de Jésus devant Ponce Pilate
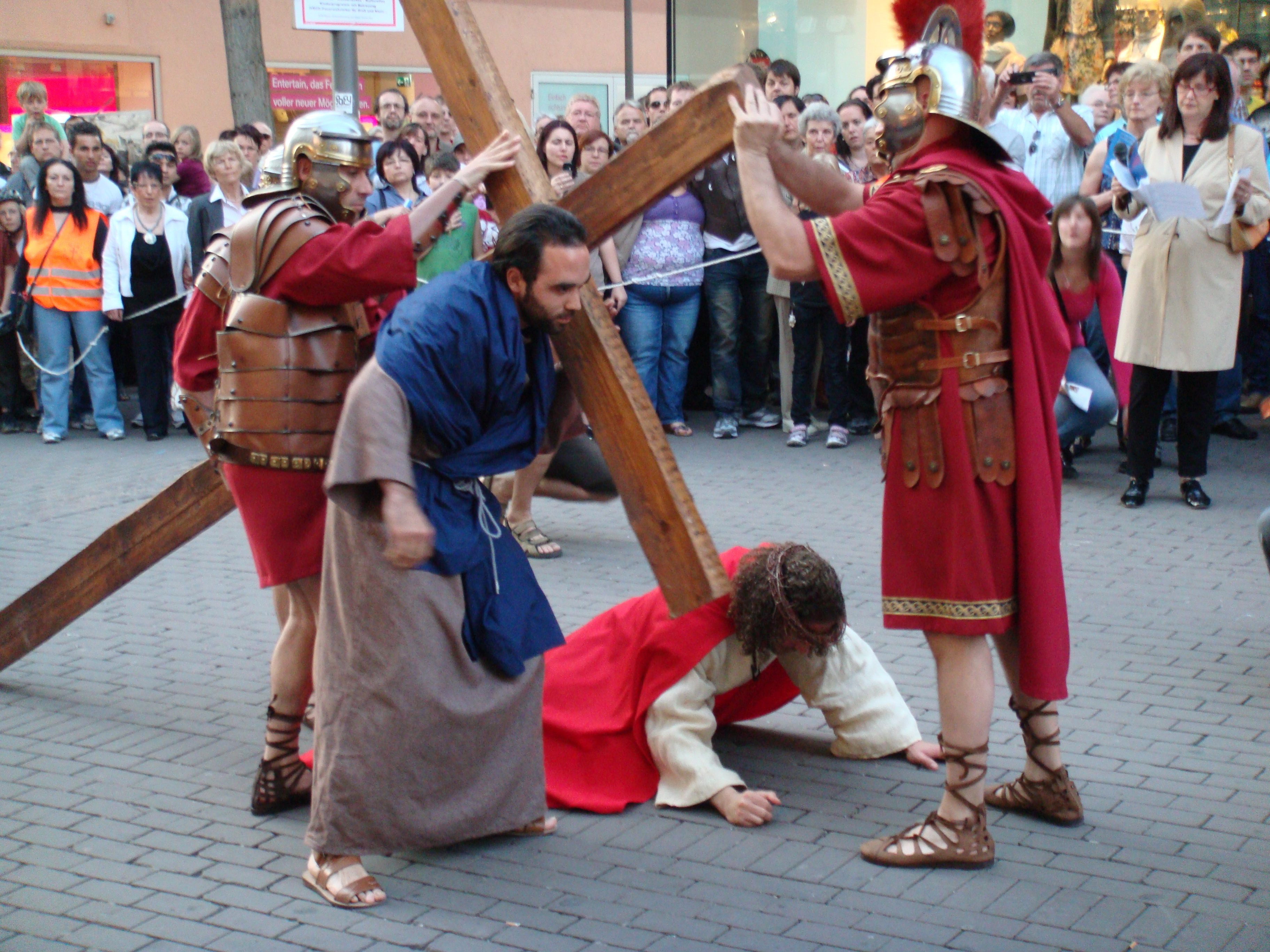
Simon de Cyrène aide Jésus à porter sa croix
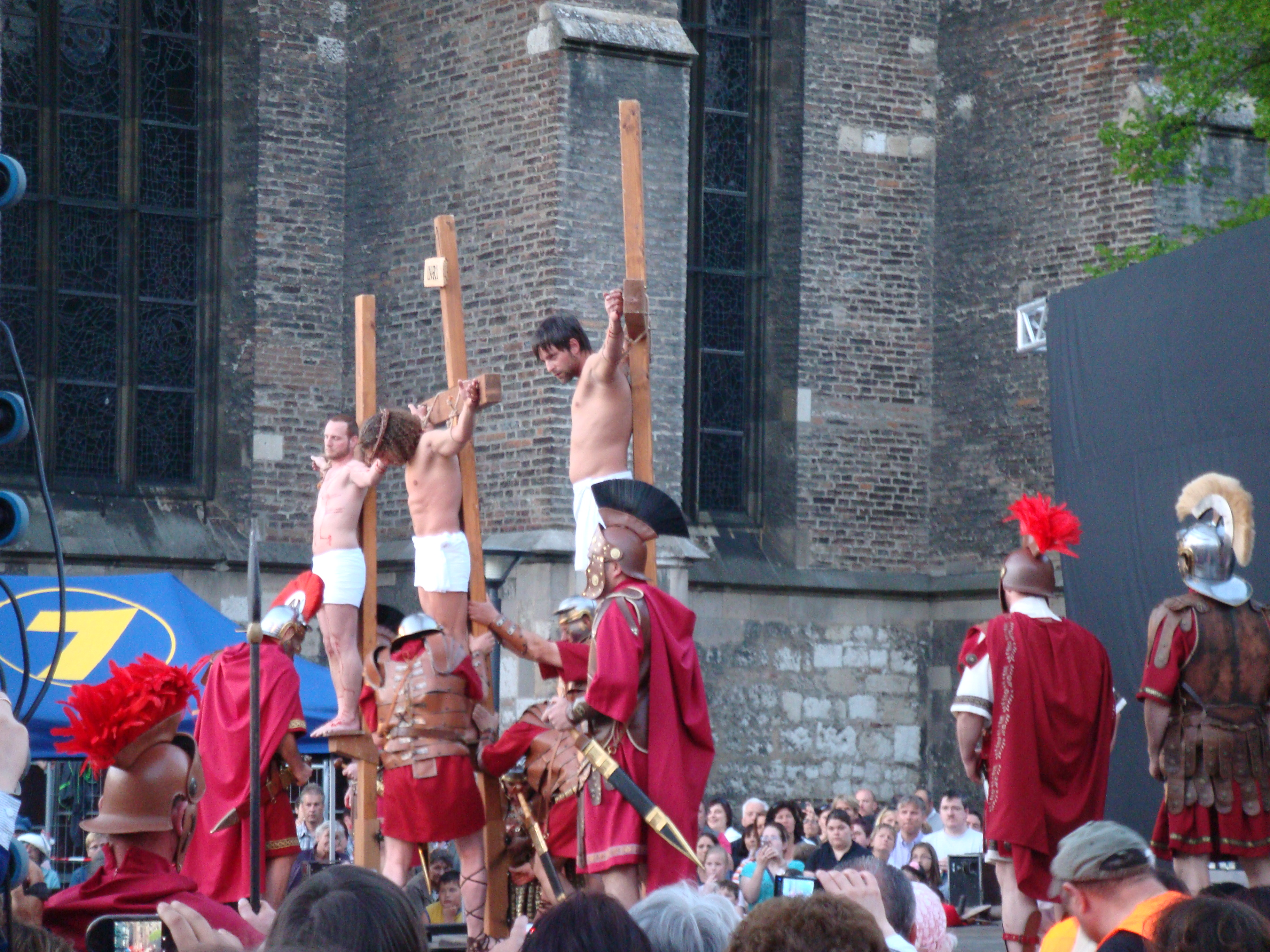
Scène de la Crucifixion devant la cathédrale d'Ulm